# Nad Al Hammar
Nad Al Hammar o Nadd Al Hamar è un quartiere residenziale di Dubai.

## Geografia fisica
Nad Al Hammar si trova nel settore orientale di Dubai nella zona di Deira. 
Una importante Sottostazione elettrica della Dubai Electricity and Water Authority si trova all'interno del quartiere.